# بهنابهن (مقاطعة فراشبند)
بهنابهن (بالفارسية: پهناپهن) هي قرية تقع في قسم آويز الريفي في إيران. يقدر عدد سكانها بـ 372 نسمة .